# Kireš (rijeka)
Kireš, Kereš (mađ. Körös-ér, Kőrös-patak, srp. Кереш), rijeka koje teče kroz Mađarsku i  Vojvodinu. 
Kireš je jedina rječica, odnosno potok, na prostoru Bačke kod Subotice. Razlikuje se od ostalih ravničarskih tekućica, jer nema klasičan izvor. Izvire na kelebijskoj strani u Mađarskoj i teče do Kapetanskog rita i ulijeva se u Tisu. Ukupno se proteže na teritoriju od otprilike stotinjak kilometara. Najširi dio zahvaća tokom između Ludaša i Male Pijace.
U depresijama Subotičko-horgoške pješčare podzemne vode gotovo izbivaju na površinu. Potok Kereš je jedina površina voda tekućica. Donedavno davao je dovoljno vode da su mogli raditi mlinovi. Od 1982. je Subotičko-horgoška pješčara pod zaštitom države kao regionalni park. Prvotno je zaštićeno 4430,65 ha šumskih ekosustava i međuzona od 4928 ha, u koju je ušao potok Kereš s tresetištima.

## Vanjske poveznice
|  | Zajednički poslužitelj ima još gradiva o temi Kireš (rijeka) |